# Parabolani
Die Parabolani bzw. Parabalani (altgriechisch παράβολοι paráboloi oder παραβολᾶνοι parabalánoi) waren eine teils militante und gewalttätige christliche Laienbruderschaft zur Zeit der Alten Kirche. Sie werden im Zeitraum vom 3. bis zum 6. Jahrhundert erwähnt und agierten in den größeren Städten des Ostens des Römischen Imperiums, sicher in Karthago, Ephesos, Alexandrien und Konstantinopel.

## Beziehungen und Wirkungen
Ursprünglich kümmerten sich die Parabolani im 3. Jahrhundert, zur Zeit des Dionysius von Alexandria, Bischof von Alexandria, um die Pflege von „Pestkranken“, so übernahmen sie freiwillig die Pflege der Kranken und die Bestattung der Toten. Daher rührt wohl ihr Name, zu altgriechisch παραβάλλεσθαι τὴν ζωήν parabállesthai tēn zōēn, deutsch ‚sein Leben einsetzen‘. Obgleich die Beleglage nicht eindeutig ist, soll die Bruderschaft zum ersten Mal während einer „großen Pest“ (zu lateinisch pestis ‚Seuche, Epidemie‘), in Alexandria im Episkopat von Dionysius von Alexandria um 248 n. Chr. aufgetreten sein.
Aus Alexandria und Ephesos ist überliefert, dass sie im 5. Jahrhundert eine Schutztruppe für den örtlichen Bischof bildeten, die äußerst aggressiv und gewalttätig gegen Andersgläubige vorging. Die Institution der Parabolani als private Leibgarde eines Bischofs kann man analog zu den Privatarmeen der Landbesitzer, den Buccelariern, sehen.
Die Parabolani spielten eine wichtige Rolle im Konflikt zwischen Kyrill von Alexandria und dem Stadtpräfekten von Alexandrien, Orestes. In diesem Konflikt ereignete sich auch die Ermordung der neuplatonischen Philosophin Hypatia, an der die Parabolani und „eine Ansammlung Gottesfürchtiger“ mutmaßlich beteiligt waren. Die Parabolani standen dabei unter der Leitung eines Lektors namens Petros. Ein Jahr nach diesem Ereignis sandten die Bürger der Stadt eine Abordnung zu Kaiser Theodosius II., um die Macht der Parabolani einzuschränken. Daraus resultierte 416 ein Gesetz; eine Überarbeitung erfolgte 418:
- Die Zahl der Parabolani war auf 500 Männer zu beschränken (ab 418: 600). Ebenso reduzierte Theodosius II. ihre Anzahl in Konstantinopel auf 950 Mann.[7]
- Sie durften nicht als Gruppe vor Gericht, im Stadtrat oder im Theater erscheinen.
- Sie waren aus Armen und Handwerkern rekrutierbar, honorati und curiales waren ausgenommen.
- Der Praefectus Augustalis wählt die Leute aus, ab 418 wurde diese Aufgabe dem Bischof übertragen. Ihre Namen wurden in ein öffentliches Verzeichnis eingetragen.

Die Parabolani spielten ebenfalls eine Rolle während der „Räubersynode“ in Ephesos im Jahr 449. Dort wurde Bischof Basileios von Seleukeia von einer Gruppe von Mönchen und Parabolani bedroht, die unter ihrem Leiter Barsauma von Nisibis zum Konzil kam.